# Piper striatipetiolum
Piper striatipetiolum är en pepparväxtart som beskrevs av Truman George Yuncker. Piper striatipetiolum ingår i släktet Piper och familjen pepparväxter. Inga underarter finns listade i Catalogue of Life.